# ويليام جاي مارتينيز
ويليام جاي مارتينيز (بالإنجليزية: William J. Martínez)‏ هو محامي وقاضي أمريكي، ولد في 1954 في مدينة مكسيكو في المكسيك.